# Чемпионат мира по мини-футболу 2016
Чемпионат мира по мини-футболу 2016 (исп. Copa Mundial de fútbol sala de la FIFA 2016, англ. 2016 FIFA Futsal World Cup) — 8-й Чемпионат мира по мини-футболу ФИФА, финальный турнир которого прошел с 10 сентября по 2 октября 2016 года в Колумбии в городах Кали, Букараманга и Медельин. Матч открытия между сборными Колумбии и Португалии состоялся в городе Кали на арене «Колизео Эль Пуэбло». На этой арене также прошёл  матч за 3-е место и финальный поединок.

## Выборы места проведения
Кандидатами на принятие чемпионата мира по мини-футболу 2016 стали 6 стран. Из них 4 страны по различным причинам сняли свои кандидатуры. 28 мая 2013 года исполнительный комитет ФИФА объявил что страной-хозяйкой чемпионата станет Колумбия.

### Страны-кандидаты
- Колумбия
- Чехия

### Страны, снявшие свои заявки по различным причинам
- Иран
- Испания
- Пуэрто-Рико
- Франция

## Участники
| Конфедерация | Турнир                           | Дата                             | Место проведения    | Места | Команды                                                        |
| ------------ | -------------------------------- | -------------------------------- | ------------------- | ----- | -------------------------------------------------------------- |
| АФК          | Чемпионат Азии                   | 10–21 февраля 2016               | Узбекистан          | 5     | Австралия Иран Таиланд Узбекистан Вьетнам                      |
| КАФ          | Кубок африканских наций          | 15–24 апреля 2016                | ЮАР                 | 3     | Египет Марокко Мозамбик                                        |
| КОНКАКАФ     | Чемпионат КОНКАКАФ               | 8–14 мая 2016                    | Коста-Рика          | 4     | Коста-Рика Куба Гватемала Панама                               |
| КОНМЕБОЛ     | Организатор турнира              | Организатор турнира              | Организатор турнира | 1     | Колумбия                                                       |
| КОНМЕБОЛ     | Квалификационный турнир КОНМЕБОЛ | 5–13 февраля 2016                | Парагвай            | 3     | Аргентина Бразилия Парагвай                                    |
| ОФК          | Чемпионат Океании                | 8–13 февраля 2016                | Фиджи               | 1     | Соломоновы Острова                                             |
| УЕФА         | Квалификационный турнир УЕФА     | 22 октября 2015 – 13 апреля 2016 | Европа              | 7     | Азербайджан Италия Казахстан Португалия Россия Испания Украина |
| Всего        | Всего                            | Всего                            | Всего               | 24    |                                                                |

## Стадионы
| Кали                      | Букараманга          | Медельин               |
| ------------------------- | -------------------- | ---------------------- |
| Колизео Эль Пуэбло        | Колизео Бисентенарио | Колизео Иван де Беодут |
| Вместимость: 18 000       | Вместимость: 7 000   | Вместимость: 6 000     |
|                           | 150px.jpg            |                        |
| Кали Букараманга Медельин |                      |                        |

## Судьи
| Конфедерация | Арбитр             |
| ------------ | ------------------ |
| КОНМЕБОЛ     | Кристиан Эспиндола |
| КОНМЕБОЛ     | Юри Гарсия         |
| КОНМЕБОЛ     | Энри Гутьеррес     |
| КОНМЕБОЛ     | Хосе Эрнандес      |
| КОНМЕБОЛ     | Хосе Малага        |
| КОНМЕБОЛ     | Элвис Пена         |
| КОНМЕБОЛ     | Даниэль Родригес   |
| КОНМЕБОЛ     | Дарио Сантамария   |
| КОНМЕБОЛ     | Жиан Теллес        |
| УЕФА         | Марк Биркетт       |
| УЕФА         | Ондржей Черны      |
| УЕФА         | Камиль Четин       |
| УЕФА         | Эдуардо Фернандес  |
| УЕФА         | Фернандо Гутиеррез |
| УЕФА         | Паскаль Лемаль     |
| УЕФА         | Алессандро Мальфер |
| УЕФА         | Седрик Пелиссьер   |
| УЕФА         | Богдан Сореску     |
| УЕФА         | Саса Томич         |
| ОФК          | Рекс Камису        |
| ОФК          | Крис Синклэир      |

| Конфедерация | Арбитр           |
| ------------ | ---------------- |
| АФК          | Хамис Аль Шамси  |
| АФК          | Вахид Арзпейма   |
| АФК          | Нурдин Букуев    |
| АФК          | Крис Коллей      |
| АФК          | Томохиро Кодзаки |
| АФК          | Лю Цзяньцяо      |
| АФК          | Рей Ритага       |
| АФК          | Чыонг Куок Зунг  |
| КАФ          | Адальберт Диуф   |
| КАФ          | Теодор Эйебе     |
| КАФ          | Мохамед Хассан   |
| КАФ          | Халид Хниш       |
| КАФ          | Хосе Катемо      |
| КОНКАКАФ     | Серхио Кабрера   |
| КОНКАКАФ     | Ронни Кастро     |
| КОНКАКАФ     | Джордж Флорес    |
| КОНКАКАФ     | Карлос Гонсалес  |
| КОНКАКАФ     | Франсиско Ривера |
| КОНКАКАФ     | Ланс Ван Хейтсма |

## Групповой раунд

### Группа A
| М | Команда    | И | В | Н | П | Мячи | ±   | О |
| - | ---------- | - | - | - | - | ---- | --- | - |
| 1 | Португалия | 3 | 2 | 1 | 0 | 15-2 | +13 | 7 |
| 2 | Колумбия   | 3 | 1 | 2 | 0 | 8-7  | +1  | 5 |
| 3 | Панама     | 3 | 1 | 0 | 2 | 6-14 | -8  | 3 |
| 4 | Узбекистан | 3 | 0 | 1 | 2 | 5-11 | -6  | 1 |

| Узбекистан | 1-3              | Панама                                  |
| ---------- | ---------------- | --------------------------------------- |
| Аноров 39′ | Отчёт Видеоотчёт | Кастрельон 16′ · де Леон 30′ · Мена 36′ |

| Колумбия    | 1-1              | Португалия   |
| ----------- | ---------------- | ------------ |
| Ангельот 1′ | Отчёт Видеоотчёт | Кардинал 40′ |

| Панама | 0-9              | Португалия                                                            |
| ------ | ---------------- | --------------------------------------------------------------------- |
|        | Отчёт Видеоотчёт | Рикардиньо 1′, 8′, 11′, 17′, 17′, 22′ · Кардинал 5′, 10′ · Анжело 18′ |

| Колумбия                      | 3-3              | Узбекистан                             |
| ----------------------------- | ---------------- | -------------------------------------- |
| Абрил 18′ · Ангельот 37′, 40′ | Отчёт Видеоотчёт | Аноров 5′ · Ирсалиев 15′ · Элибоев 28′ |

| Панама                               | 3-4              | Колумбия                                  |
| ------------------------------------ | ---------------- | ----------------------------------------- |
| Браун 8′ · Кастреллон 27′ · Мена 36′ | Отчёт Видеоотчёт | Каро 3′ · Торо 11′ · Абрил 21′ · Рейс 33′ |

| Португалия                                    | 5-1              | Узбекистан            |
| --------------------------------------------- | ---------------- | --------------------- |
| Рикардиньо 9′, 13′, 21′ · Андрэ 25′ · Джо 34′ | Отчёт Видеоотчёт | Рикардиньо 10′ (авт.) |

### Группа B
| М | Команда | И | В | Н | П | Мячи  | ±   | О |
| - | ------- | - | - | - | - | ----- | --- | - |
| 1 | Россия  | 3 | 3 | 0 | 0 | 19-6  | +13 | 9 |
| 2 | Таиланд | 3 | 2 | 0 | 1 | 14-12 | +2  | 6 |
| 3 | Египет  | 3 | 1 | 0 | 2 | 9-9   | 0   | 3 |
| 4 | Куба    | 3 | 0 | 0 | 3 | 7-22  | -15 | 0 |

| Куба        | 1-7              | Египет                                                            |
| ----------- | ---------------- | ----------------------------------------------------------------- |
| Марреро 31′ | Отчёт Видеоотчёт | Элашваль 1′ · Эид 8′, 31′, 33′ · Мизо 11′ · Хомос 18′ · Надер 23′ |

| Таиланд                                                      | 4-6              | Россия                                                                                   |
| ------------------------------------------------------------ | ---------------- | ---------------------------------------------------------------------------------------- |
| Тхуенкланг 19′ · Сорнвичиан 21′ · Чаемчароен 22′ · Чудех 34′ | Отчёт Видеоотчёт | Давыдов 12′ · Э. Лима 16′, 26′ · Мадьялан 18′ (авт.) · Ниязов 25′ · Шаяхметов 26′ (пен.) |

| Египет   | 1-6              | Россия                                                     |
| -------- | ---------------- | ---------------------------------------------------------- |
| Мизо 35′ | Отчёт Видеоотчёт | Давыдов 1′ · Э. Лима 2′, 21′ · Ромуло 6′, 29′ · Ниязов 17′ |

| Таиланд                                                                                        | 8-5              | Куба                                                     |
| ---------------------------------------------------------------------------------------------- | ---------------- | -------------------------------------------------------- |
| Сорнуичан 14′, 23′ · Туеанкланг 19′ (пен.), 32′, 39′ · Таияроен 13′ · Чудеч 25′ · Вонгкаэо 27′ | Отчёт Видеоотчёт | Домингез 5′, 24′ · Бакуеро 7′ · Марерро 12′ · Марино 18′ |

| Египет      | 1-2              | Таиланд                        |
| ----------- | ---------------- | ------------------------------ |
| Елашвал 36′ | Отчёт Видеоотчёт | Еика 5′ (авт.) · Сорнуичан 22′ |

| Россия                                                                                              | 7-1              | Куба         |
| --------------------------------------------------------------------------------------------------- | ---------------- | ------------ |
| Давыдов 16′ · Чишкала 17′ · Ниязов 17′ · Шаяхметов 19′ · Лысков 32′ · Милованов 33′ · Абрамович 36′ | Отчёт Видеоотчёт | Эрнандез 29′ |

### Группа C
| М | Команда   | И | В | Н | П | Мячи   | ±   | О |
| - | --------- | - | - | - | - | ------ | --- | - |
| 1 | Италия    | 3 | 3 | 0 | 0 | 11 - 3 | +8  | 9 |
| 2 | Парагвай  | 3 | 2 | 0 | 1 | 17 - 9 | +8  | 6 |
| 3 | Вьетнам   | 3 | 1 | 0 | 2 | 5 - 11 | -6  | 3 |
| 4 | Гватемала | 3 | 0 | 0 | 3 | 7 - 17 | -10 | 0 |

| Вьетнам                                   | 4-2              | Гватемала                 |
| ----------------------------------------- | ---------------- | ------------------------- |
| Мин Три 20′, 29′, 29′ · Ван Ву 40′ (пен.) | Отчёт Видеоотчёт | В. Руис 24′ · П. Руис 31′ |

| Парагвай      | 2-4              | Италия                                                    |
| ------------- | ---------------- | --------------------------------------------------------- |
| Салас 8′, 19′ | Отчёт Видеоотчёт | Г. Лима 16′ · Романо 23′ · К. дос Сантос 25′ · Мерлим 32′ |

| Гватемала        | 1-5              | Италия                                            |
| ---------------- | ---------------- | ------------------------------------------------- |
| Романо 7′ (авт.) | Отчёт Видеоотчёт | Фортино де Акаухо 2′, 18′, 31′ · Леджьеро 3′, 33′ |

| Парагвай                                                                                           | 7-1              | Вьетнам  |
| -------------------------------------------------------------------------------------------------- | ---------------- | -------- |
| Франциско 2′ · Салас 10′ · Аяла 11′ · Тран 12′ (авт.) · Виллаальба 17′ · Мендоза 33′ · Педрозо 38′ | Отчёт Видеоотчёт | Тран 39′ |

| Гватемала                                             | 4-8              | Парагвай                                                                                |
| ----------------------------------------------------- | ---------------- | --------------------------------------------------------------------------------------- |
| Аревало 1′ · Энрикес 2′ · Мансилья 33′ · Гонзалес 38′ | Отчёт Видеоотчёт | Аяла 16′, 17′, 23′ · Мендоза 18′ · Педрозо 26′ · Морель 34′ · Мартинез 35′ · Франко 39′ |

| Италия               | 2-0              | Вьетнам |
| -------------------- | ---------------- | ------- |
| Лима 4′ · Мурило 26′ | Отчёт Видеоотчёт |         |

### Группа D
| М | Команда   | И | В | Н | П | Мячи   | ±   | О |
| - | --------- | - | - | - | - | ------ | --- | - |
| 1 | Бразилия  | 3 | 3 | 0 | 0 | 29 - 5 | +24 | 9 |
| 2 | Украина   | 3 | 2 | 0 | 1 | 8 - 6  | +2  | 6 |
| 3 | Австралия | 3 | 1 | 0 | 2 | 5 - 16 | -11 | 3 |
| 4 | Мозамбик  | 3 | 0 | 0 | 3 | 7 - 22 | -15 | 0 |

| Мозамбик            | 2-3              | Австралия                                      |
| ------------------- | ---------------- | ---------------------------------------------- |
| Калу 32′ · Дину 35′ | Отчёт Видеоотчёт | Баррьентос 11′ · Купер 18′ · Г. Джиовенали 19′ |

| Украина     | 1-3              | Бразилия                                      |
| ----------- | ---------------- | --------------------------------------------- |
| Грицина 26′ | Отчёт Видеоотчёт | Родригу 7′ · Фалькао 10′ · Сорокин 35′ (авт.) |

| Австралия    | 1-11             | Бразилия |
| ------------ | ---------------- | --- |
| Джувинали 3′ | Отчёт Видеоотчёт | Родриго 1′ · Фернандиньо 7′, 25′ · Фалькао 11′, 22′, 38′ · Батериа 18′ · Диегиньо 24′, 39′ · Же 27′ · Локхарт 38′ (авт.) |

| Украина                                               | 4-2              | Мозамбик            |
| ----------------------------------------------------- | ---------------- | ------------------- |
| Сорокин 1′ · Грицина 7′ · Овсянников 24′ · Коваль 36′ | Отчёт Видеоотчёт | Кало 18′ · Дино 18′ |

| Австралия    | 1-3              | Украина                                 |
| ------------ | ---------------- | --------------------------------------- |
| Заболлас 37′ | Отчёт Видеоотчёт | Журба 6′ · Бондарь 34′ · Овсянников 39′ |

| Бразилия | 15-3             | Мозамбик                               |
| --- | ---------------- | -------------------------------------- |
| Шуша 1′, 11′ · Родриго 1′, 6′ · Диегиньо 12′, 13′ · Джексон 15′ · Фернандиньо 18′, 29′ · Ари 28′, 31′ · Батериа 28′ · Фалькао 34′ (пен.), 36′, 37′ | Отчёт Видеоотчёт | Марио 15′ (пен.) · Магу 29′ · Дино 37′ |

### Группа E
| М | Команда            | И | В | Н | П | Мячи | ±   | О |
| - | ------------------ | - | - | - | - | ---- | --- | - |
| 1 | Аргентина          | 3 | 2 | 1 | 0 | 10-5 | +5  | 7 |
| 2 | Казахстан          | 3 | 2 | 0 | 1 | 13-2 | +11 | 6 |
| 3 | Коста-Рика         | 3 | 1 | 1 | 1 | 7-7  | 0   | 4 |
| 4 | Соломоновы острова | 3 | 0 | 0 | 3 | 5-21 | -16 | 0 |

| Соломоновы острова           | 2-4              | Коста-Рика                                        |
| ---------------------------- | ---------------- | ------------------------------------------------- |
| Рагомо 36′ (пен.) · Буле 39′ | Отчёт Видеоотчёт | Паниагуа 19′, 33′ (пен.) · Чавес 24′ · Бренес 37′ |

| Аргентина    | 1-0              | Казахстан |
| ------------ | ---------------- | --------- |
| Вапораки 20′ | Отчёт Видеоотчёт |           |

| Коста-Рика   | 1-3              | Казахстан                      |
| ------------ | ---------------- | ------------------------------ |
| Паньягуа 14′ | Отчёт Видеоотчёт | Дуглас 1′ · Тако 15′ · Лео 20′ |

| Аргентина                                                                  | 7-3              | Соломоновы острова              |
| -------------------------------------------------------------------------- | ---------------- | ------------------------------- |
| Бранди 2′ · Басиле 8′ · Борруто 10′, 19′, 27′ · Таборда 13′ · Вапораки 30′ | Отчёт Видеоотчёт | Бул 5′ · Макау 11′ · Рагомо 22′ |

| Коста-Рика                | 2-2              | Аргентина                  |
| ------------------------- | ---------------- | -------------------------- |
| Кордеро 18′ · Кубильо 29′ | Отчёт Видеоотчёт | Басиле 30′ · Вильгельм 34′ |

| Казахстан                                                                                      | 10-0             | Соломоновы острова |
| ---------------------------------------------------------------------------------------------- | ---------------- | ------------------ |
| Довгань 3′ · Кнауб 8′, 21′ · Дуглас 15′, 28′ · Лео 17′ · Таку 27′, 29′ · Мун 28′ · Пенгрин 37′ | Отчёт Видеоотчёт |                    |

### Группа F
| М | Команда     | И | В | Н | П | Мячи   | ±  | О |
| - | ----------- | - | - | - | - | ------ | -- | - |
| 1 | Испания     | 3 | 3 | 0 | 0 | 13 — 6 | +7 | 9 |
| 2 | Азербайджан | 3 | 1 | 1 | 1 | 10 — 7 | +3 | 4 |
| 3 | Иран        | 3 | 1 | 1 | 1 | 9 — 11 | -2 | 4 |
| 4 | Марокко     | 3 | 0 | 0 | 3 | 6 — 14 | -8 | 0 |

| Марокко | 0-5              | Азербайджан                                     |
| ------- | ---------------- | ----------------------------------------------- |
|         | Отчёт Видеоотчёт | Вассура 14′, 17′, 32′ · Галло 28′ · Болинья 30′ |

| Иран                 | 1-5              | Испания                                                     |
| -------------------- | ---------------- | ----------------------------------------------------------- |
| Хасанзаде 27′ (пен.) | Отчёт Видеоотчёт | Лосано 1′ · Руис 5′ · Айкардо 16′ (пен.), 32′ · Мигелин 26′ |

| Азербайджан              | 2-4              | Испания                                                     |
| ------------------------ | ---------------- | ----------------------------------------------------------- |
| Вассура 2′ · Болинья 39′ | Отчёт Видеоотчёт | Вассура 4′ (авт.), 13′ (авт.) · Фернандао 27′ · Мигелин 35′ |

| Иран                                                       | 5-3              | Марокко                            |
| ---------------------------------------------------------- | ---------------- | ---------------------------------- |
| Тайиби 9′ · Джавид 14′ · Хасанзаде 16′, 23′ · Таваколи 17′ | Отчёт Видеоотчёт | Джоад 15′ · Хабиль 18′ (пен.), 32′ |

| Азербайджан                 | 3-3              | Иран                                      |
| --------------------------- | ---------------- | ----------------------------------------- |
| Болинья 1′ · Галло 21′, 31′ | Отчёт Видеоотчёт | Исмаилпоур 1′ · Таваколи 20′ · Тайиби 35′ |

| Испания                                   | 4-3              | Марокко                          |
| ----------------------------------------- | ---------------- | -------------------------------- |
| Лосано 7′, 32′ · Кампос 18′ · Айкардо 16′ | Отчёт Видеоотчёт | Хабиль 13′, 33′ · Эль Мазрай 23′ |

### Сравнение команд, занявших третье место
| М | Команда    | И | В | Н | П | Мячи   | ±   | О |
| - | ---------- | - | - | - | - | ------ | --- | - |
| 1 | Коста-Рика | 3 | 1 | 1 | 1 | 7 - 7  | 0   | 4 |
| 2 | Иран       | 3 | 1 | 1 | 1 | 9 - 11 | -2  | 4 |
| 3 | Египет     | 3 | 1 | 0 | 2 | 9 - 9  | 0   | 3 |
| 4 | Вьетнам    | 3 | 1 | 0 | 2 | 5 - 11 | -6  | 3 |
| 5 | Панама     | 3 | 1 | 0 | 2 | 6 - 14 | -8  | 3 |
| 6 | Австралия  | 3 | 1 | 0 | 2 | 5 - 16 | -11 | 3 |

## Раунд плей-офф
|  | 1/8 финала                | 1/8 финала             |                           |       | Четвертьфиналы | Четвертьфиналы |                  |                  | Полуфиналы | Полуфиналы |  |  | Финал | Финал |
|  | ------------------------- | ---------------------- | ------------------------- | ----- | -------------- | -------------- | ---------------- | ---------------- | ---------- | ---------- |  |  | ----- | ----- |
|  |                           |                        |                           |       |                |                |                  |                  |            |            |  |  |       |       |
|  | 20 сентября – Кали        |                        |                           |       |                |                |                  |                  |            |            |  |  |       |       |
|  |                           |                        |                           |       |                |                |                  |                  |            |            |  |  |       |       |
|  | Колумбия                  | 0 (2)                  |                           |       |                |                |                  |                  |            |            |  |  |       |       |
|  | Колумбия                  | 0 (2)                  | 24 сентября – Букараманга |       |                |                |                  |                  |            |            |  |  |       |       |
|  | Парагвай                  | 0 (3)                  |                           |       |                |                |                  |                  |            |            |  |  |       |       |
|  | Парагвай                  | 0 (3)                  | Парагвай                  | 3     |                |                |                  |                  |            |            |  |  |       |       |
|  | 21 сентября – Букараманга |                        | Парагвай                  | 3     |                |                |                  |                  |            |            |  |  |       |       |
|  |                           | Иран                   | 4                         |       |                |                |                  |                  |            |            |  |  |       |       |
|  | Бразилия                  | Иран                   | 4                         | 4 (2) |                |                |                  |                  |            |            |  |  |       |       |
|  | Бразилия                  |                        | 27 сентября – Медельин    | 4 (2) |                |                |                  |                  |            |            |  |  |       |       |
|  | Иран                      | 4 (3)                  |                           |       |                |                |                  |                  |            |            |  |  |       |       |
|  | Иран                      | 4 (3)                  | Иран                      | 3     |                |                |                  |                  |            |            |  |  |       |       |
|  | 20 сентября – Медельин    |                        | Иран                      | 3     |                |                |                  |                  |            |            |  |  |       |       |
|  |                           | Россия                 | 4                         |       |                |                |                  |                  |            |            |  |  |       |       |
|  | Россия                    | Россия                 | 4                         | 7     |                |                |                  |                  |            |            |  |  |       |       |
|  | Россия                    | 24 сентября – Кали     |                           | 7     |                |                |                  |                  |            |            |  |  |       |       |
|  | Вьетнам                   | 0                      |                           |       |                |                |                  |                  |            |            |  |  |       |       |
|  | Вьетнам                   | 0                      | Россия                    | 6     |                |                |                  |                  |            |            |  |  |       |       |
|  | 21 сентября – Медельин    |                        | Россия                    | 6     |                |                |                  |                  |            |            |  |  |       |       |
|  |                           | Испания                | 2                         |       |                |                |                  |                  |            |            |  |  |       |       |
|  | Испания                   | Испания                | 2                         | 5     |                |                |                  |                  |            |            |  |  |       |       |
|  | Испания                   |                        | 1 октября – Кали          | 5     |                |                |                  |                  |            |            |  |  |       |       |
|  | Казахстан                 | 2                      |                           |       |                |                |                  |                  |            |            |  |  |       |       |
|  | Казахстан                 | 2                      | Россия                    | 4     |                |                |                  |                  |            |            |  |  |       |       |
|  | 22 сентября – Букараманга |                        | Россия                    | 4     |                |                |                  |                  |            |            |  |  |       |       |
|  |                           | Аргентина              | 5                         |       |                |                |                  |                  |            |            |  |  |       |       |
|  | Аргентина                 | Аргентина              | 5                         | 1     |                |                |                  |                  |            |            |  |  |       |       |
|  | Аргентина                 | 25 сентября – Медельин |                           | 1     |                |                |                  |                  |            |            |  |  |       |       |
|  | Украина                   | 0                      |                           |       |                |                |                  |                  |            |            |  |  |       |       |
|  | Украина                   | 0                      | Аргентина                 | 5     |                |                |                  |                  |            |            |  |  |       |       |
|  | 22 сентября – Кали        |                        | Аргентина                 | 5     |                |                |                  |                  |            |            |  |  |       |       |
|  |                           | Египет                 | 0                         |       |                |                |                  |                  |            |            |  |  |       |       |
|  | Италия                    | Египет                 | 0                         | 3     |                |                |                  |                  |            |            |  |  |       |       |
|  | Италия                    |                        | 28 сентября – Кали        | 3     |                |                |                  |                  |            |            |  |  |       |       |
|  | Египет                    | 4                      |                           |       |                |                |                  |                  |            |            |  |  |       |       |
|  | Египет                    | 4                      | Аргентина                 | 5     |                |                |                  |                  |            |            |  |  |       |       |
|  | 22 сентября – Медельин    |                        | Аргентина                 | 5     |                |                |                  |                  |            |            |  |  |       |       |
|  |                           | Португалия             | 2                         |       | Третье место   | Третье место   |                  |                  |            |            |  |  |       |       |
|  | Таиланд                   | Португалия             | 2                         | 8     | Третье место   | Третье место   |                  |                  |            |            |  |  |       |       |
|  | Таиланд                   | 25 сентября – Кали     | 25 сентября – Кали        | 8     |                |                | 1 октября – Кали | 1 октября – Кали |            |            |  |  |       |       |
|  | Азербайджан               | 25 сентября – Кали     | 25 сентября – Кали        | 13    |                |                | 1 октября – Кали | 1 октября – Кали |            |            |  |  |       |       |
|  | Азербайджан               | Азербайджан            | 2                         | 13    | Иран           | 2 (4)          |                  |                  |            |            |  |  |       |       |
|  | 21 сентября – Кали        | Азербайджан            | 2                         |       | Иран           | 2 (4)          |                  |                  |            |            |  |  |       |       |
|  |                           | Португалия             | 3                         |       | Португалия     | 2 (3)          |                  |                  |            |            |  |  |       |       |
|  | Португалия                | Португалия             | 3                         | 4     | Португалия     | 2 (3)          |                  |                  |            |            |  |  |       |       |
|  | Португалия                |                        |                           | 4     |                |                |                  |                  |            |            |  |  |       |       |
|  | Коста-Рика                | 0                      |                           |       |                |                |                  |                  |            |            |  |  |       |       |
|  | Коста-Рика                | 0                      |                           |       |                |                |                  |                  |            |            |  |  |       |       |

## 1/8 финала
| Россия                                                                                 | 7-0              | Вьетнам |
| -------------------------------------------------------------------------------------- | ---------------- | ------- |
| Чишкала 2′ · Абрамович 9′, 12′ · Абрамов 18′ · Ниязов 21′ · Ромуло 30′ · Милованов 36′ | Отчёт Видеоотчёт |         |

| Колумбия                     | 0-0 (пен. 2-3)   | Парагвай                    |
| ---------------------------- | ---------------- | --------------------------- |
|                              | Отчёт Видеоотчёт |                             |
| Пенальти                     |                  |                             |
| Торо · Зунига · Дуке · Отеро | 2–3              | Аяла · Салас · Салас · Аяла |

| Бразилия                            | 4-4 (пен. 2-3)   | Иран                                                   |
| ----------------------------------- | ---------------- | ------------------------------------------------------ |
| Фалькао 8′, 12′, 47′ · Диегиньо 28′ | Отчёт Видеоотчёт | Тайиби 13′ · Каземи 30′ · Хасанзаде 36′ · Кешаварц 47′ |
| Пенальти                            |                  |                                                        |
| Родригу · Ари · Фалькао             | 2–3              | Хасанзаде · Сангсефиди · Исмаилпур                     |

| Испания                                                               | 5-2              | Казахстан                    |
| --------------------------------------------------------------------- | ---------------- | ---------------------------- |
| Лосано 2′ · Бебе 22′ · Нургожин 31′ (авт.) · Кампос 38′ · Мигелин 39′ | Отчёт Видеоотчёт | Есенаманов 4′ · Нургожин 30′ |

| Португалия                                 | 4-0              | Коста-Рика |
| ------------------------------------------ | ---------------- | ---------- |
| Рикардиньо 4′, 21′ · Андрэ 25′ · Бриту 26′ | Отчёт Видеоотчёт |            |

| Аргентина      | 0-0 (ОТ 1-0)     | Украина |
| -------------- | ---------------- | ------- |
| Куццоллино 48′ | Отчёт Видеоотчёт |         |

| Таиланд                                                                             | 7-7 (ОТ 8-13)    | Азербайджан |
| ----------------------------------------------------------------------------------- | ---------------- | --- |
| Туеанкланг 8′, 12′ · Вонгкаэо 17′, 18′, 25′ · Сорнуичан 21′ · Чудеч 36′, 44′ (пен.) | Отчёт Видеоотчёт | Вассура 3′, 43′ · Финео 5′, 12′, 43′, 47′, 48′ · Борисов 13′ · Болинья 27′, 28′, 40′ · Полетто 30′ · Гусейнли 48′ |

| Италия                         | 3-3 (ОТ 3-4)     | Египет                          |
| ------------------------------ | ---------------- | ------------------------------- |
| Мурило 6′, 34′ · Эрколесси 19′ | Отчёт Видеоотчёт | Елашвал 6′, 18′, 47′ · Алла 33′ |

## 1/4 финала
| Парагвай                                   | 3-3 (ОТ 3-4)     | Иран                                         |
| ------------------------------------------ | ---------------- | -------------------------------------------- |
| Франциско 12′ · Салас 19′ · Виллаальба 38′ | Отчёт Видеоотчёт | Исмаилпоур 15′, 49′ (пен.) · Джавид 22′, 35′ |

| Россия                                                               | 6-2              | Испания                  |
| -------------------------------------------------------------------- | ---------------- | ------------------------ |
| Чишкала 3′, 15′ · Лима 18′, 30′ · Фернандао 26′ (авт.) · Густаво 38′ | Отчёт Видеоотчёт | Ривильос 3′ · Мигелин 5′ |

| Аргентина                                                              | 5-0              | Египет |
| ---------------------------------------------------------------------- | ---------------- | ------ |
| Таборда 11′ · Стацоне 13′ · Басиле 27′ · Куццолино 28′ · Батистони 33′ | Отчёт Видеоотчёт |        |

| Азербайджан               | 2-3              | Португалия                          |
| ------------------------- | ---------------- | ----------------------------------- |
| Болинья 12′ · Эдуардо 34′ | Отчёт Видеоотчёт | Джо 7′ · Матуш 17′ · Рикардиньо 27′ |

## 1/2 финала
| Иран                                        | 3-4              | Россия                                                 |
| ------------------------------------------- | ---------------- | ------------------------------------------------------ |
| Исмаилпоур 16′ · Хасанзаде 29′ · Джавид 39′ | Отчёт Видеоотчёт | Лысков 13′ · Абрамов 22′ · Шаяхметов 29′ · Чишкала 39′ |

| Аргентина                                                             | 5-2              | Португалия        |
| --------------------------------------------------------------------- | ---------------- | ----------------- |
| Боррутто 4′ · Стацоне 10′ · Вапораки 11′ · Бранди 12′ · Куццолино 35′ | Отчёт Видеоотчёт | Ре 8′ · Бриту 36′ |

## Матч за 3 место
| Иран                                                   | 2:2 (пен. 4:3)   | Португалия                                             |
| ------------------------------------------------------ | ---------------- | ------------------------------------------------------ |
| Каземи 25′ · Джавид 35′ (пен.)                         | Отчёт Видеоотчёт | Кардинал 20′, 20′                                      |
| Пенальти                                               |                  |                                                        |
| Хасанзаде · Тахери · Тайиби · Каземи · Ахмади · Джавид | 4–3              | Кардинал · Бриту · Рикардиньо · Коэльо · Андрэ · Матуш |

## Финал
| Россия                                      | 4-5              | Аргентина                                                                |
| ------------------------------------------- | ---------------- | ------------------------------------------------------------------------ |
| Эдер Лима 15′, 21′, 39′ (пен.) · Лысков 39′ | Отчёт Видеоотчёт | А.Вапораки 16′ · Куццолино 19′ (пен.) · Бранди 21′, 22′ · К.Вапораки 38′ |

## Чемпион
В финальном поединке сборная Аргентины победила сборную России в основное время со счётом 5-4. Для обеих команд это был первый выход в финал чемпионата мира. Бронзу получила сборная Ирана, обыгравшая сборную Португалии по пенальти (дополнительное время регламентом предусмотрено не было) — 2-2 (4-3). Приз за fair play получила сборная Вьетнама.
| Чемпион мира по мини-футболу 2016 |
| Аргентина Первый титул            |

На церемонии награждения после финального матча помимо общекомандных медалей вручили и индивидуальные призы. Тройка лучших бомбардиров получила золотую, серебряную и бронзовую бутсы, лучший вратарь — золотую перчатку, лучшие игроки — золотой, серебряный и бронзовый мячи. Отдельно после матча за третье место был награждён завершивший карьеру в сборной Бразилии Фалькао. Легендарному нападающему вручили малый кубок как лучшему бомбардиру всех чемпионатов мира (45 мячей).
|  | Рикардиньо |
|  | Эдер Лима  |
|  | Фалькао    |

|  | Николас Сармиенто |

|  | Фернандо Вильгельм |
|  | Эдер Лима          |
|  | Ахмед Исмаилпур    |

## Бомбардиры
12 голов
- Рикардиньо

10 голов
- Фалкао
- Эдер Лима

7 голов
- Болинья

6 голов
- Вассура
- Супхавут Тхуеанкланг

5 голов
- Финео
- Диегиньо
- Абдельрахман эль-Ашваль
- Махди Джавид
- Али Хассанзаде
- Фернандо Кардинал
- Иван Чишкала
- Джирават Сорнвичиан

4 гола
- Кристиан Борруто
- Алан Бранди
- Аламиро Вапораки
- Леандро Куццолино
- Родриго
- Фернандиньо
- Ахмад Исмаилпур
- Серхио Лосано
- Мигельин
- Анхельот Каро
- Адиль Хабиль
- Энмануэль Айяла
- Хуан Салас
- Артём Ниязов
- Критсада Вонгкаэо
- Джетсада Чудеч

3 гола
- Галло
- Сантьяго Басиле
- Нгуен Мин Три
- Мостафа Эид
- Хоссейн Тайеби
- Айкардо
- Мурило Феррейра
- Родольфо Фортино
- Дуглас Жуниор
- Павел Таку
- Алехандро Паньягуа
- Дину
- Сергей Абрамович
- Даниил Давыдов
- Дмитрий Лысков
- Ромуло
- Владислав Шаяхметов

2 гола
- Грэг Джовенали
- Дамиан Стаццоне
- Пабло Таборда
- Ари
- Батериа
- Шуша
- Тран Ван Ву
- Мизо
- Афшин Каземи
- Фархад Таваколи
- Рауль Кампос
- Лука Леджьеро
- Габриэль Лима
- Лео Жарагуа
- Арнольд Кнауб
- Хорхе Абриль
- Сэнди Домингес
- Алехандро Марреро
- Калу
- Абдиэль Кастрельон
- Фернандо Мена
- Рене Вильяльба
- Франсиско Мартинес
- Хуан Педрозо
- Ричард Реяла
- Тьягу Бриту
- Джо
- Андрэ Коэльо
- Сергей Абрамов
- Иван Милованов
- Джеффери Буле
- Эллиот Рагомо
- Джавлон Аноров
- Денис Овсянников

1 гол
- Джонатан Барьентос
- Адам Купер
- Крис Себальос
- Виталий Борисов
- Ровшан Гусейнлы
- Фабио Полетто
- Эдуардо
- Джерардо Баттистони
- Константино Вапораки
- Фернандо Вильхельм
- Жэ
- Джексон Самурай
- Джонатан Аревало
- Хосе Гонсалес
- Хосе Мансилья
- Вандерлей Руис
- Патрик Руис
- Вальтер Энрикес
- Эссам Алла
- Мостафа Надер
- Ахмед Хомос
- Мохаммад Кешаварз
- Бебе
- Ривильос
- Хосе Руис
- Фернандао
- Алекс Мерлим
- Серджо Романо
- Карлос дос Сантос
- Марко Эрколесси
- Александр Довгань
- Чингиз Есенаманов
- Илья Мун
- Даурен Нургожин
- Николай Пенгрин
- Андрес Рейес
- Джонатан Торо
- Эрик Бренес
- Хуан Кордеро
- Эдвин Кубильо
- Карлос Чавес
- Энди Бакеро
- Карель Марино
- Даниэль Эрнандес
- Мохамед Джуад
- Юссеф эль-Мазрай
- Магу
- Мариу
- Хосе Браун
- Майкл де Леон
- Уго Мартинес
- Хуан Морель
- Энрике Франко
- Мигел Анжело
- Жуан Матуш
- Рэ
- Густаво
- Колеман Макау
- Виват Тхаияроен
- Апиват Чаемчароен
- Дильшод Ирсалиев
- Нодир Элибаев
- Дмитрий Бондарь
- Михаил Грицина
- Николай Грицина
- Сергей Журба
- Сергей Коваль
- Александр Сорокин

## Телевидение
| Territory            | Channel                                 |
| -------------------- | --------------------------------------- |
| Аргентина            | Televisión Pública Argentina TyC Sports |
| Азия                 | Fox Sports Asia                         |
| Австралия            | SBS Fox Sports (Australia)              |
| Азербайджан          | ИТВ                                     |
| Бразилия             | Globo (only Brazil matches) SporTV      |
| Боливия              | Tigo Sports                             |
| Карибское сообщество | DirecTV                                 |
| Центральная Америка  | SKY Centroamérica                       |
| Колумбия             | Caracol Televisión RCN Televisión       |
| Куба                 | Tele Rebelde                            |
| Европа               | Евроспорт                               |
| Гватемала            | Radio y Televisión de Guatemala         |
| Иран                 | IRIB Varzesh                            |
| Италия               | RAI                                     |
| Казахстан            | KAZsport                                |
| Мексика              | SKY México Televisa                     |
| Страны MENA          | beIN Sports (MENA)                      |
| Океания              | SBS                                     |
| Парагвай             | Paraguay TV Tigo Sports                 |
| Польша               | Polsat                                  |
| Португалия           | RTP                                     |
| Россия               | Матч ТВ                                 |
| Южная Америка        | DirecTV                                 |
| Испания              | Mega                                    |
| Таджикистан          | Varzish TV                              |
| Таиланд              | BBTV                                    |
| Турция               | Show TV                                 |
| Украина              | Украина                                 |
| Уругвай              | VTV Uruguay                             |
| США                  | Fox Sports Telemundo Deportes           |
| Узбекистан           | SportUZ                                 |
| Вьетнам              | VTV                                     |